# Кеттеринг, Чарльз
Чарльз Ке́ттеринг (англ. Charles Kettering, полное имя — Чарльз Фра́нклин Ке́ттеринг (англ. Charles Franklin Kettering), также известен как Чарльз «Босс» Кеттеринг (англ. Charles "Boss" Kettering); 1876—1958) — американский инженер, изобретатель и предприниматель, обладатель 186 патентов. Он был основателем компании Delco, а также руководил исследованиями в General Motors с 1920 по 1947 год. Среди его наиболее широко используемых разработок для автомобильной промышленности были электрическая пусковая система двигателя внутреннего сгорания и этилированный бензин. Кроме того, в сотрудничестве с компанией DuPont Chemical он участвовал в создании фреонового хладагента для холодильных установок и системы кондиционирования воздуха. В компании DuPont Кеттеринг также отвечал за разработку лаков и эмалей Duco, первых применявшихся на практике красок для серийных автомобилей. Работая с компанией Dayton-Wright Company, он разработал воздушную торпеду, известную как «Жук» Кеттеринга, которая считается первой в мире воздушной ракетой. Руководил продвижением практичных, лёгких двухтактных дизельных двигателей, революционизировав локомотивную и тяжёлую технику. В 1927 году основал Фонд Кеттеринга, неполитический исследовательский фонд. Журнал Time от 9 января 1933 года изобразил Кеттеринга на своей обложке.
Член Национальной академии наук США (1928).

## Биография

### Ранние годы
Чарльз Кеттеринг родился 29 августа 1876 года в Лаудонвилле, штат Огайо. Он был четвёртым из пяти детей Джейкоба Генри Кеттеринга и Марты (Хантер) Кеттеринг. С детства у мальчика обнаружились серьёзные проблемы со зрением, отчего в школьные годы он страдал от головных болей. После окончания университета, по примеру своей сестры Эммы, Чарльз устроился на должность преподавателя в Банкерской средней школе (Bunker Hill School). По общему мнению, он был интересным и прогрессивным учителем. Его вечерние научные демонстрации таких явлений, как сила тяжести, электричество, тепло и магнетизм неизменно привлекали студентов.
Вначале Кеттеринг проходил обучение в Колледже Вустера (The College of Wooster), затем перешёл в Университет штата Огайо. Проблемы со зрением заставили его оставить учёбу и устроиться на работу. Он возглавил бригаду, обслуживавшую телефонные линии. Уход из университета сперва вверг Чарльза в депрессию, но затем он понял, что приобретённые навыки электротехника можно использовать в текущей работе. Вернуть душевное равновесие и веру в себя ему помогла и встреча с будущей женой Олив Уильямс. Когда состояние глаз улучшилось, он смог вернуться к учёбе и в 1904 году окончил Университет штата Огайо, получив степень в области электромашиностроения.

### NCR, «Сарайная бригада» и Delco
В том же 1904 году Кеттеринг возглавил исследовательскую лабораторию в компании National Cash Register, позже известной как NCR Corporation. В 1906 году он изобрёл простую систему одобрения кредитов, ставшую предтечей современных кредитных карт, и электрический кассовый аппарат, что значительно облегчило физическое обзванивание продаж. Так Кеттеринг отличился как изобретатель весьма важных в торговой практике приспособлений. За пять лет работы в NCR, с 1904 по 1909 год, он получил 23 патента. Свой успех Кеттеринг объяснял большим везением, при этом добавляя: «Я заметил, что чем упорнее тружусь, тем больше отдача».
В 1907 году коллега Кеттеринга по NCR Эдвард Э. Дидс убедил его заняться разработкой усовершенствований для автомобилей. Дидс и Кеттеринг пригласили других инженеров NCR, в том числе Гарольда Э. Толботта, присоединиться к ним для работы по вечерам и выходным в сарае Дидса. Коллектив стал известен как «Сарайная бригада» (Barn Gang), а Кеттеринг получил прозвище Босс Кет. Их первой целью было найти замену магниту зажигания. В 1909 году Кеттеринг ушел из NCR, чтобы посвятить новому предприятию полный рабочий день. Вскоре их группа вошла в состав Dayton Engineering Laboratories Company, или Delco.

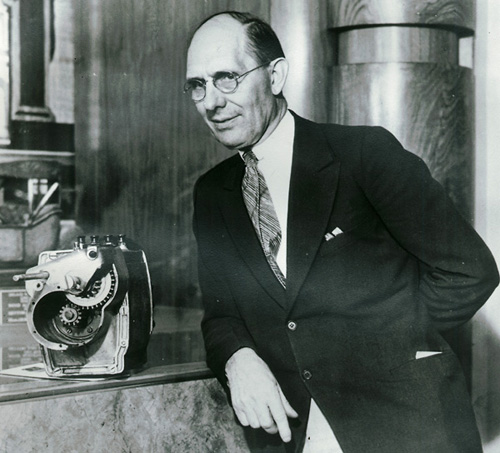
Чарльз Кеттеринг рядом со своим первым электрическим стартёром

### Создание электрического стартёра
Ручная рукоятка, использовавшаяся для запуска самых первых автомобилей, была небезопасна и могла в некоторых случаях отскакивать. После того, как Байрон Картер, основатель компании Cartercar, погиб в результате такой аварии, Генри Лиланд, глава Cadillac, решил создать электрическое устройство с автоматическим запуском. Но инженерам Лиланда не удалось разработать достаточно маленький электростартер для практического применения, и он обратился к Кеттерингу. К февралю 1911 года Delco разработала практическую модель.
Основная идея Кеттеринга заключалась в создании электрической системы, рассчитанной на три функции, которые она до сих пор выполняет в современных автомобилях: стартёр, производитель искры для зажигания и источник тока для освещения. Лиланд заказал 12 тысяч устройств самозапуска для своих моделей 1912 года. Затем Delco пришлось перейти от исследований и разработок к непосредственному производству. В 1913 году изобретение было удостоено трофея Дьюара.

### Flxible и более поздняя карьера
В 1914 году Кеттеринг помог учредить компанию Flxible Sidecar, впоследствии он стал её президентом и вошёл в совет директоров. Кеттеринг обеспечил значительные средства для компании в первые годы её развития, особенно после 1916 года, когда он продал свою фирму Dayton Engineering Laboratories Company (Delco) компании United Motors за 2,5 миллиона долларов. Кеттеринг продолжал возглавлять Flxible, пока в 1940-м не стал председателем совета директоров. Эту должность он занимал до своей смерти в 1958 году.
В 1918 году Delco была продана General Motors как часть United Motors Company и стала основой для General Motors Research Corporation и Delco Electronics. Кеттеринг стал вице-президентом General Motors Research Corporation в 1920 году и занимал эту должность в течение 27 лет.
С 1918 по 1923 год он руководил исследованиями и разработками в исследовательских лабораториях GM в Дейтоне с целью коммерциализации двигателей с воздушным охлаждением для легковых и грузовых автомобилей. Коммерциализация, предпринятая между 1921 и 1923 годами, не увенчалась успехом из-за различных факторов, как технических, так и нетехнических.
Заинтересовавшись производством высокоэффективного топлива, Кеттеринг совместно с химиком Томасом Миджли-младшим в декабре 1921 года на фирме GM получил тетраэтилсвинец, который рассматривался ими в качестве присадки, способной устранить перебои в работе двигателя. Приобретя патент, они стали продвигать использование бензина с такой присадкой (этилированного бензина) как альтернативу другим вариантам топливных смесей. Кеттеринг стал первым президентом недавно созданной Ethyl Corporation, которая в 1923 году приступила к производству тетраэтилсвинца. Год спустя он нанял медицинского эксперта Роберта А. Кехо, который заявил, что этилированный бензин безопасен для человека. Лишь спустя несколько десятилетий стало известно, что тетраэтилсвинец — сильный яд, избирательно поражающий нервную систему и нарушающий корково-подкорковые взаимосвязи, что его использование чревато экологической катастрофой, ведущей к глобальному загрязнению свинцом окружающей среды.
На более позднем этапе карьеры Кеттеринг активно участвовал в исследовании новых дизельных двигателей, в частности, двухтактных и облегчённых конструкций. Эти исследования сыграли важную роль в развитии тепловозов, первым из которых стал 600-сильный моторный вагон скоростного дизель-поезда Pioneer Zephyr.
Серия корпораций, объединённых под общим названием Electro-Motive Diesel, стала главным строителем локомотивов, применяя в основном дизельные двигатели EMD 567, EMD 645 и EMD 710 — двухтактные, среднескоростные и высокомощные. Работа Кеттеринга и его коллег над поршневыми двигателями внутреннего сгорания также привела к появлению Detroit Diesel Series 71, семейства двухтактных дизельных двигателей, предназначенных для грузовиков и тяжёлой техники.
Макс Д. Листон, один из сотрудников Кеттеринга в GM, назвал его «одним из богов автомобильной отрасли, особенно с изобретательской точки зрения». С другим коллегой Эдвардом Э. Дидсом Кеттеринга связывали деловые, профессиональные и личные отношения на протяжении всей жизни. В 1914 году, признав, что Дейтон — один из ведущих промышленных городов в США из-за наличия в нём опытных инженеров и техников, они основали Клуб инженеров Дейтона (Engineers Club of Dayton) и Форманский клуб Дейтона (Foreman’s Club of Dayton). Второй впоследствии превратился в Национальную ассоциацию управления (National Management Association — NMA).

## Личная жизнь
1 августа 1905 года Чарльз Кеттеринг женился на Олив Уильямс из Ашленда, штат Огайо. Их единственный ребёнок, Юджин Уильямс Кеттеринг, родился 20 апреля 1908 года. В 1930 году Юджин вступил в компанию Winton Engine, которая была приобретена General Motors, и в конечном счёте был включён в Electro-Motive Diesel (EMD) — локомотивное подразделение корпорации General Motors. Младший Кеттеринг стал центральной фигурой в разработке EMD 567 и Detroit Diesel 6-71, проработав в EMD до своей отставки в 1960 году.
В 1914 году Чарльз Кеттеринг построил дом «Риджли Террас» (Ridgeleigh Terrace). Согласно местным источникам, этот дом был первым в Соединённых Штатах, где был установлен электрический кондиционер. В «Риджли Террас» вплоть до своей смерти жил его сын Юджин. Жена Юджина, Вирджиния Кеттеринг, много лет провела в этом доме, восстанавливая и ремонтируя его. В конце 1990-х годов дом был серьёзно повреждён в результате пожара, но затем отреставрирован в соответствии с первоначальными чертежами.
Кеттеринг умер 25 ноября 1958 года. После смерти его тело перенесли в Клуб инженеров, где состоялась церемония прощания, а затем похоронили в мавзолее на кладбище Вудланд Семитри энд Арборетам (Woodland Cemetery and Arboretum) в Дейтоне, штат Огайо .

## Наследие
Кеттеринг владел 186 патентами США на изобретения. Он сконструировал полностью электрическую систему зажигания, запуска двигателя и освещения для автомобилей. Электростартёры заменили ручной запуск двигателя. Впервые внедрённый в автомобилях Cadillac 1912 года полностью электрический запуск способствовал росту автомобильной промышленности США, упрощая завод любого автомобиля. Другие патенты включали переносную систему освещения и инкубатор для недоношенных детей. Его генератор с приводом от двигателя, объединённый с аккумуляторными батареями, способствовал созданию «завода Delco», который обеспечивал электроэнергией фермерские усадьбы и другие места, удалённые от электросети.

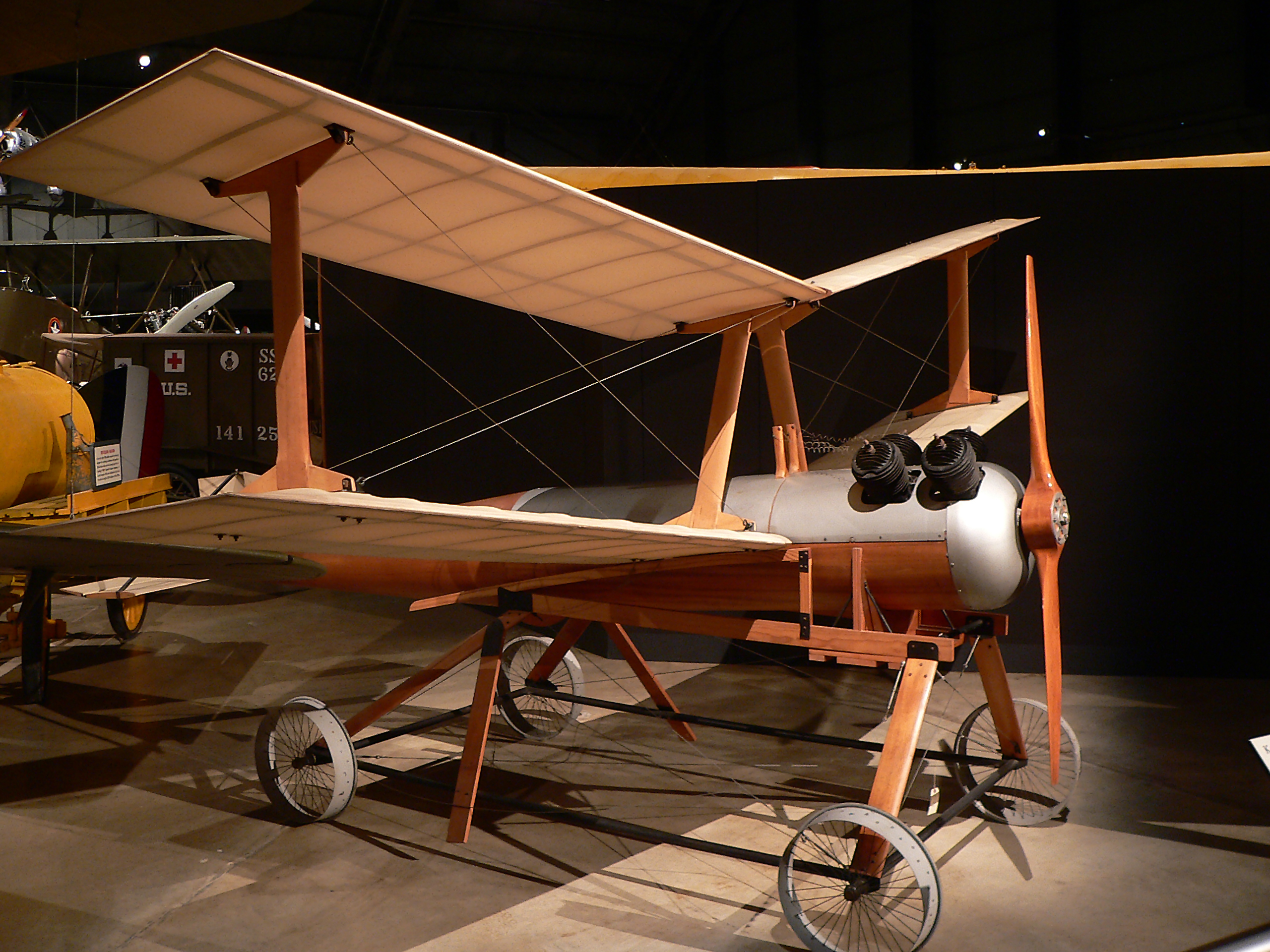
Модель воздушной торпеды Кеттеринга на выставке в Национальном музее Военно-воздушных сил США в Дейтоне, штат Огайо

В 1918 году Кеттеринг разработал воздушную торпеду, прозванную «„Жук“ Кеттеринга» (Kettering Bug). Эта 300-фунтовая ракета из папье-маше имела 12-футовые картонные крылья и двигатель в 40 л. с. Она могла нести 300 фунтов взрывчатых веществ со скоростью 50 миль в час и стоила 400 долларов. «Жук» считается первой воздушной ракетой. Уроки, извлечённые в процессе его создания, в дальнейшем привели к разработке первых управляемых ракет, а также радиоуправляемых беспилотников.
Разработка Кеттерингом и его коллегами этилированного бензина в конечном итоге привела к высвобождению в атмосферу по всему миру в результате сжигания этого топлива большого количества свинца. Из-за нейротоксических свойств последнего этилированный бензин был почти повсеместно запрещён с конца 1990-х годов. Разработка фреонов с использованием ХФУ стала одной из причин истощения озонового слоя. Однако в течение первой половины двадцатого века большинство учёных, включая Кеттеринга и его коллег, не могли правильно оценить и понять потенциал разрушающего воздействия этих и других опасных веществ на окружающую среду. Вероятно, они рассчитывали на то, что плюсы подобных разработок сполна перекроют все возможные минусы. К тому же в те времена ещё ничего не знали об истощении озонового слоя. Потребовались десятилетия, чтобы из этого извлечь соответствующие уроки.
Кеттеринг также разработал идею красок Duco, участвовал в создании дизельных двигателей, изучении и разработке способов использования солнечной энергии. Кроме того, он был пионером в применении магнетизма к медицинским методам диагностики .
Изобретения Кеттеринга, особенно электрический стартёр, принести ему богатство. В 1945 году он, основываясь на предпосылке, что методы промышленных исследований могут применяться и в исследовании рака, помог основать онкологическую больницу в Нью-Йорке, впоследствии ставшую Мемориальным онкологическим центром имени Слоуна — Кеттеринга. Его сын и невестка, Юджин и Вирджиния, создали медицинский центр Кеттеринга в штате Огайо, как дань уважения Чарльзу Кеттерингу и его вкладу в области здравоохранения.
1 января 1998 года бывший институт General Motors изменил своё название на Университет Кеттеринга, в знак почитания Кеттеринга как основателя.

## Награды
- Медаль Франклина (1936).
- Медаль Гувера (1955).
- Медаль Эдисона (1958).

## Память
В 1998 году Институт инженерии и управления GMI (бывший General Motors Institute) из Флинта, штат Мичиган, в честь Кеттеринга поменял своё название на Университет Кеттеринга. Мемориальный онкологический центр имени Слоуна — Кеттеринга, центр исследований и лечения рака в Нью-Йорке, также носит его имя. Город Кеттеринг в штате Огайо, пригород Дейтона, основанный в 1955 году, и расположенный в нём колледж Кеттеринга тоже были названы в его честь. Бывшее испытательное поле Воздушной службы Армии США Маккук Филд (McCook Field) теперь является дейтонским парком под названием Кеттеринг Филд (Kettering Field). Кроме того, в честь Кеттеринга названы несколько американских государственных школ и некоторые другие объекты.